# Aulacaspis megaloba
Aulacaspis megaloba är en insektsart som beskrevs av Scott 1952. Aulacaspis megaloba ingår i släktet Aulacaspis och familjen pansarsköldlöss. Inga underarter finns listade i Catalogue of Life.